# Jakob Dunsby
Jakob Dunsby (Nøtterøy, 2000. március 13. –) norvég korosztályos válogatott labdarúgó, a Sandefjord csatárja.

## Pályafutása

### Klubcsapatokban
Dunsby a norvégiai Nøtterøy községben született. Az ifjúsági pályafutását a helyi Nøtterøy csapatában kezdte, majd a Sandefjord akadémiájánál folytatta.
2019-ben mutatkozott be a Sandefjord első osztályban szereplő felnőtt keretében. 2019-ben a finn HIFK csapatát erősítette kölcsönben. 2020-ban a Fram Larvik szerződtette. A 2020-as szezon második felében az Egersundnál szerepelt kölcsönben. A lehetőséggel élve, 2021-ben az Egersundhoz igazolt. 2023. február 13-án egyéves szerződést kötött a Sandefjord együttesével. Először 2023. március 12-én, az Odd ellen hazai pályán 4–1-es győzelemmel zárult kupamérkőzésen lépett pályára és egyben megszerezte első két gólját is a klub színeiben.

### A válogatottban
Dunsby egy mérkőzés erejéig tagja volt a norvég U19-es válogatottnak.

## Statisztikák
2023. március 12. szerint
| Klub       | Szezon   | Osztály     | Bajnokság | Bajnokság | Kupa  | Kupa | Nemzetközi | Nemzetközi | Összesen | Összesen |
| Klub       | Szezon   | Osztály     | Meccs     | Gól       | Meccs | Gól  | Meccs      | Gól        | Meccs    | Gól      |
| ---------- | -------- | ----------- | --------- | --------- | ----- | ---- | ---------- | ---------- | -------- | -------- |
| Sandefjord | 2023     | Eliteserien | 0         | 0         | 1     | 2    | —          | —          | 1        | 2        |
| Összesen   | Összesen | Összesen    | 0         | 0         | 1     | 2    | 0          | 0          | 1        | 2        |